# Vlasta Parkanová

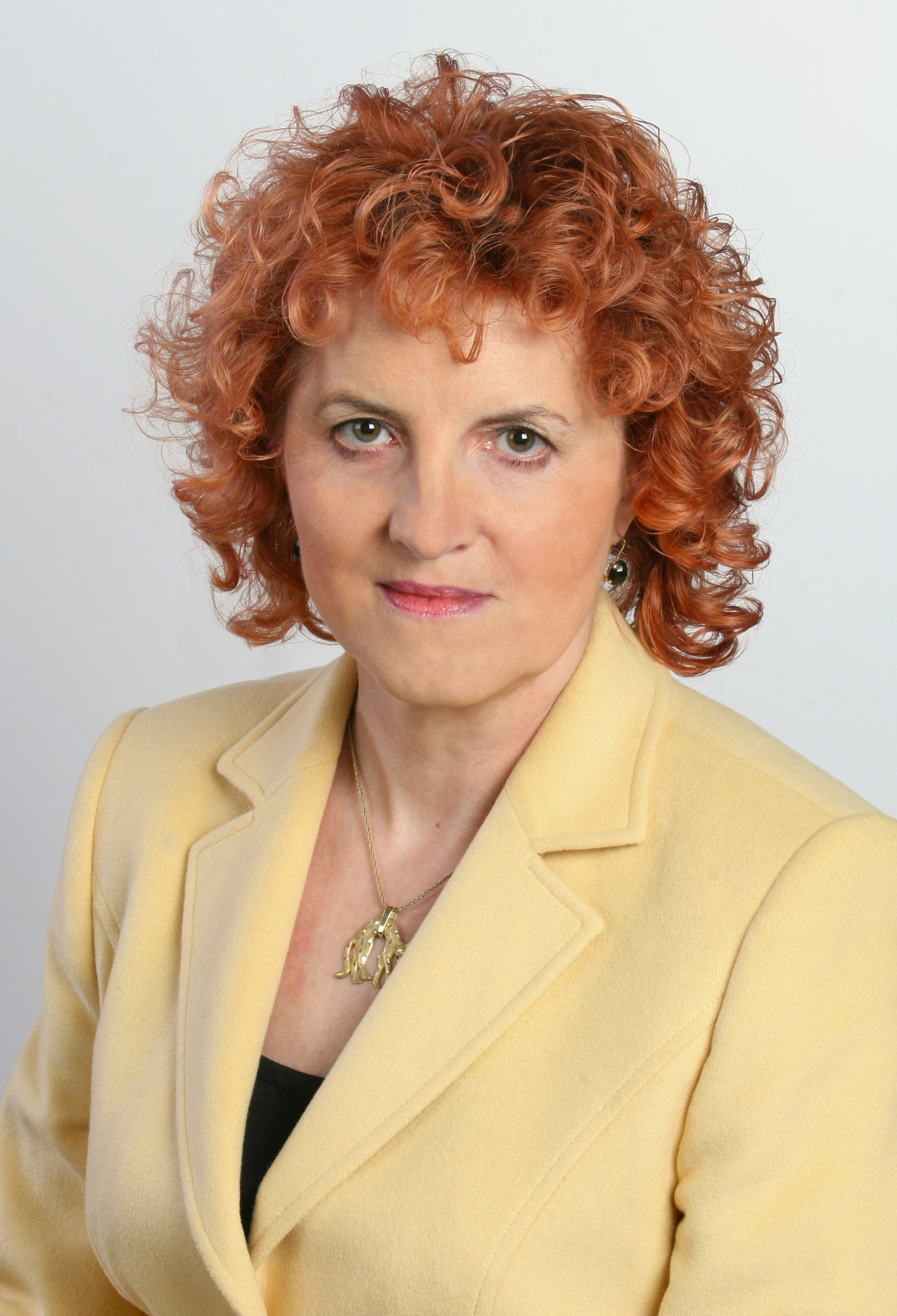
Vlasta Parkanová (2008)

Vlasta Parkanová (* 21. November 1951 in Prag) ist eine tschechische Politikerin (ODA, KDU-ČSL, TOP 09). Sie war von 1997 bis 1998 Justizministerin und von 2007 bis 2009 Verteidigungsministerin Tschechiens. Von 1997 bis 2013 gehörte sie dem tschechischen Abgeordnetenhaus an, von 2010 bis 2012 war sie dessen Vizepräsidentin.

## Leben
Vlasta Parkanová studierte von 1970 bis 1975 an der Juristischen Fakultät der Karls-Universität in Prag, wo sie 1988 zum JUDr. promovierte. Bis 1990 arbeitete sie als Unternehmensjuristin für landwirtschaftliche Betriebe. Während der Samtenen Revolution im Herbst 1989 war sie Mitbegründerin des Občanské fórum (Bürgerforums) in Tábor. Im Januar 1990 wurde sie in die Volkskammer des tschechoslowakischen Föderalversammlung kooptiert. Bei der ersten freien Wahl nach der politischen Wende gewann sie im Juni 1990 einen Sitz in der Nationenkammer, der sie bis 1992 angehörte.
Als das Bürgerforum 1991 zerfiel, schloss sie sich der kleinen liberal-konservativen Demokratischen Bürgerallianz (ODA) an. Ab 1992 arbeitete sie im Außenministerium und nach der Auflösung der Tschechoslowakei als Abteilungsleiterin im tschechischen Innenministerium. Als Nachfolgerin von Jan Kalvoda war Parkanová von Januar 1997 bis Juli 1998 Justizministerin der Tschechischen Republik in den Regierungen Klaus und Tošovský. Im Dezember 1997 rückte sie zudem für einen ausgeschiedenen Abgeordneten ihrer Partei in das tschechische Abgeordnetenhaus nach. Sie verließ 1998 die ODA, wurde aber – zunächst als Parteilose – auf der Liste der christdemokratischen KDU-ČSL erneut ins Abgeordnetenhaus gewählt, dem sie vier Legislaturperioden bis 2013 angehörte.
2001 trat sie der KDU-ČSL auch als Parteimitglied bei, von 2006 bis 2007 war sie Vorsitzende des Parlamentsklubs der KDU-ČSL und von Ende 2006 bis 2009 stellvertretende Parteivorsitzende. Von Januar 2007 bis Mai 2009 amtierte Parkanová als tschechische Verteidigungsministerin in der Regierung Topolánek, von Januar bis Mai 2009 zusätzlich Stellvertreterin des Premierministers. Parkanová verließ im Juni 2009 die KDU-ČSL und schloss sich der vom ehemaligen Finanzminister Kalousek initiierten Partei TOP 09 an. Nach der Abgeordnetenhauswahl 2010 war sie bis 2012 Vizepräsidentin des Abgeordnetenhauses.